# گلندنینگ، نیو ساوت ولز
گلندنینگ (به انگلیسی: Glendenning) یک حومه شهر در استرالیا است که در نیو ساوت ولز واقع شده‌است.